# Sørvágsvatn
A Sørvágsvatn vagy más néven Leitisvatn Feröer legnagyobb tava. Vágar szigetén található, Sørvágur és Vágar község határán (nevét előbbiről kapta). Területe 3,4 km².
A két elnevezés használata területi eltérést mutat: a nyugati parton a Sørvágsvatn (Sørvágur település után), a keleti parton pedig a Leitisvatn elnevezést használják. Legtöbbször azonban egyszerűen Vatnið („a tó”) néven említik.

## Földrajz
A tó 32 m tengerszint feletti magasságban fekszik, Vágar déli részén. Észak-déli irányban nyúlik el mintegy 6 km hosszan; legnagyobb szélessége 800 m. 59 méteres mélységével a legmélyebb tó a szigetcsoporton.

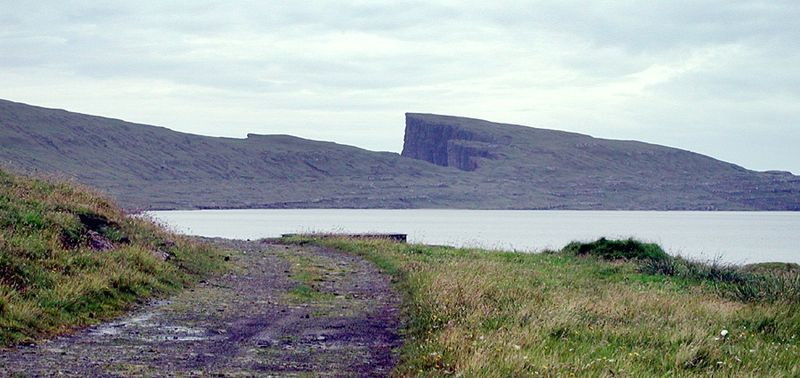
A Sørvágsvatn, háttérben a Trælanípa jellegzetes csúcsa

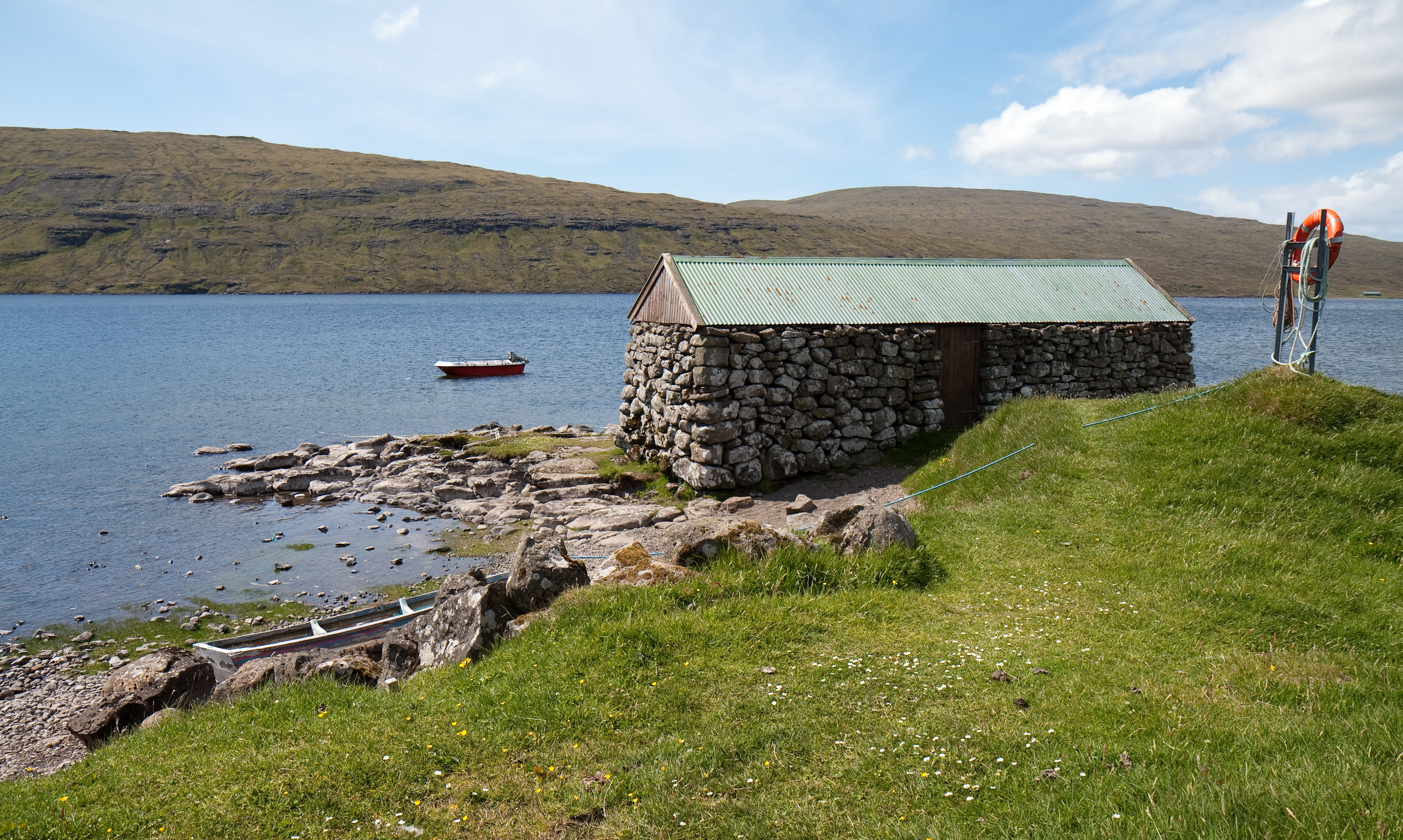
Ház a tó partján

A tavat egész partvonalán számos apró patak táplálja; legjelentősebb a Skjatlá az északi parton. Vizét a déli végén a Bøsdalaá patak és a Bøsdalafossur vezeti le az Atlanti-óceánba. Egyes térképeken úgy tűnik, mintha a tó közvetlenül, fjordként kapcsolódna az óceánhoz, azonban a patak vize 32 m magasból függőlegesen zuhan a tengerbe. Ezen a déli oldalon található egyébként a Trælanípa nevű sziklaszirt is.
A szemközti, északi parton található Vatnsoyrar, az egyetlen település Feröeren, amely nem tengerparton fekszik. Itt található a tó egyetlen homokos partszakasza, a többi részen sziklás a part.

## Történelem
A II. világháború alatt – a baráti brit megszállás idején – a tavat hidroplánok leszállóhelyeként használták. Nem sokkal később megépült a közeli Vágari repülőtér. 2005. március 24-én egy amerikai magánrepülőgép hajtott végre sikeres kényszerleszállást a tó vizén.

## Szabadidő, szórakozás
A tó népszerű horgászhely a helyiek körében; a csónakról való horgászat engedélyezett. A főszezon májustól októberig tart. Legjellemzőbb halai a Lazacfélék közé tartozó Salvelinus nemhez tartoznak.